# Nagylemez
A nagylemez (vagy zenei album) több dal gyűjteménye, melyet kereskedelmi céllal hoznak forgalomba. Leggyakrabban üzletekben árulják, de sok kevésbé híres művész koncerteken vagy az interneten terjeszti albumait.

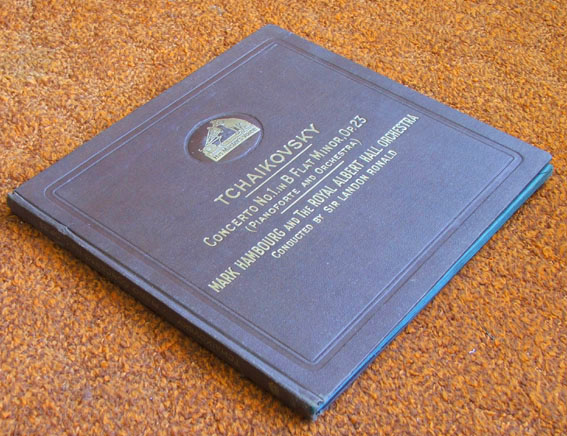
A korai „albumok” külsőleg a könyvekre hasonlítottak. Több 78-as (percenkénti) fordulatú lemez mellett fényképeket is tartalmaztak

Angol nyelvterületen a „record album” kifejezés onnan ered, hogy a 78 fordulatszámú hanglemezeket egy fotóalbummal együtt árusították. Az első gyűjteményt, amit „album”-nak neveztek, Csajkovszkij Diótörője volt; ez 1909 áprilisában jelent meg négy lemezen, az Odeon Records kiadásában. Ára 16 schilling volt – 2005-ös árra átszámítva nagyjából 56 font (101 dollár).
1948-ban a Columbia Records elkészítette az első 30 cm (12 hüvelyk) átmérőjű, 33⅓ fordulatszámú, mikrobarázdás hanglemezt. Mindkét oldalára 23 percnyi zene fért, pont annyi, mint a régi típusúakra, így ezeket is „album”-nak nevezték. Az ezt követő évtizedekben az átlagosan 12 dalt tartalmazó album vált a meghatározó kereskedelmi formátummá (a dalok száma eredetileg a szerző tiszteletdíjától függött).
Ma – mivel már a hanglemez kiment a divatból – az album megnevezés bármilyen hangfelvételre vonatkozhat, legyen az kompaktlemez, MiniDisc, magnókazetta vagy MP3 album. A borító szintén szerves része az albumnak.
Az új technológia biztosította nagy kapacitás miatt ma is vita tárgya, hogy milyen hosszú egy album. A brit slágerlista szabályzata szerint egy hangfelvétel akkor számít albumnak, ha legalább négy dalt tartalmaz, vagy műsorideje minimum 20 perc. Az ennél rövidebb felvételeket középlemeznek nevezik (EP, az angol „extended play” rövidítése); a középlemez a kislemeznél hosszabb időtartamú hanglemez. Másik elfogadott megnevezés a „mini-album”.
Ha egy album hosszabbra nyúlna a kelleténél, az előadó dupla albumot is kiadhat, melyben a két album egyazon csomagolásban található.
Sok előadó megjelentet retrospektív kiadásokat, melyek egy különleges tervezésű, több CD-t tartalmazó „dobozban” kerülnek a boltokba. Ezeket box setnek nevezik.

## Elnevezése
Elnevezése eredetileg az angol Long Play, ezt magyarul a hosszanjátszó szóval fordították. A magyar hanglemezek katalógusaiban a monaurális lemezek lajstromszáma LP, a sztereó lemezeké SLP betűkkel kezdődik.

### Hanglemezek gyártása
A rögzített hanganyagot csigavonalban, kívülről befelé, negatív fémklisére vitték át, majd hőre lágyuló műanyagra fröccsöntéssel nyomtatták át, amelyen már a pozitív, tűvel lejátszható barázdák keletkeztek.